# Drewitz (Möckern)
Drewitz è una frazione (Ortsteil) della città tedesca di Möckern, situata nel circondario di Jerichower Land, nel land della Sassonia-Anhalt.
Fino al 31 dicembre 2009 Drewitz era un comune autonomo.